# Lijst van kastelen in Limburg (Nederland)
Dit is een lijst van kastelen in de Nederlandse provincie Limburg. In de lijst zijn alleen die kastelen en voormalige kastelen opgenomen die verdedigbaar waren of zo bedoeld zijn, en voor bewoning bestemd waren. Een deel van de kastelen in de lijst is op dit moment een landhuis dat gebouwd is op de fundamenten van een (verdwenen) kasteel.
| Kasteel                | Plaats                  | Gemeente               | Bouwperiode                | Type | Huidige staat | Toegankelijk | Afbeelding |
| ---------------------- | ----------------------- | ---------------------- | -------------------------- | --- | --- | ------------ | ---------- |
| Aerwinkel              | Posterholt              | Roerdalen              |                            | | | nee          |            |
| Afferden               | Afferden                | Bergen                 |                            | | restanten ondergronds                                                                                                  |              |            |
| Aldt Huys              | Arcen                   | Venlo                  | circa 1300                 | | 1511 verwoest |              |            |
| Aldeborch              | Weert                   | Weert                  |                            | | verbouwd |              |            |
| Aldenghoor             | Haelen                  | Leudal                 |                            | | verbouwd |              |            |
| Aldenhoven             | Baexem                  | Leudal                 |                            | | verbouwd |              |            |
| Alte Burg              | Holset                  | Vaals                  |                            | | verdwenen |              |            |
| Amstenrade             | Amstenrade              | Beekdaelen             |                            | | verbouwd | op verzoek   |            |
| Annendael              | Maria-Hoop              | Echt-Susteren          |                            | | restanten | nee          |            |
| Arcen                  | Arcen                   | Venlo                  |                            | | | ja           |            |
| Baersdonck             | Grubbenvorst            | Horst aan de Maas      | 14e eeuw                   | | afgebroken 17e eeuw |              |            |
| Kasteel Baexem         | Baexem                  | Leudal                 |                            | | verbouwd | ja           |            |
| Baxhof                 | Swalmen                 | Roermond               |                            | | |              |            |
| Beegden                | Beegden                 | Maasgouw               |                            | | gracht zichtbaar |              |            |
| Benzenrade             | Heerlen                 | Heerlen                |                            | | reliëf zichtbaar |              |            |
| Berckt, De             | Baarlo                  | Peel en Maas           |                            | | | nee          |            |
| Bethlehem              | Limmel                  | Maastricht             |                            | | verbouwd |              |            |
| Beusdaelshof           | Sint Antoniusbank       | Eijsden-Margraten      |                            | | muurrestanten |              |            |
| Binsfeld               | Beek                    | Beek                   |                            | | restanten | nee          |            |
| Blankenberg            | Cadier en Keer          | Eijsden-Margraten      |                            | | | nee          |            |
| Bleyenbeek             | Afferden                | Bergen                 |                            | | restanten | nee          |            |
| Blitterswijck          | Blitterswijck           | Venray                 |                            | | restanten | ja           |            |
| Boerlo                 | Blerick                 | Venlo                  | vóór 1430                  | | afgebroken |              |            |
| Bokkenheufke           | Schimmert               | Beekdaelen             |                            | | verbouwd |              |            |
| Bolberg                | Posterholt              | Roerdalen              |                            | | reliëf zichtbaar |              |            |
| Bollenberg             | Maria-Hoop              | Echt-Susteren          |                            | | reliëf zichtbaar | ja           |            |
| Bongard, De            | Bocholtz                | Simpelveld             |                            | | verbouwd |              |            |
| Borch, Ter             | Roosteren               | Echt-Susteren          |                            | | |              |            |
| Borcht, De             | Baarlo                  | Peel en Maas           |                            | | verbouwd | nee          |            |
| Borggraaf, De          | Lottum                  | Horst aan de Maas      |                            | | | nee          |            |
| Borgharen              | Borgharen               | Maastricht             | eind 12de begin 13de eeuw  | Oorspronkelijk een sloitaire woontoeren van 12 x 14 meter met muren van 2 tot 2,5 dikke muren. In 1318 verwoest en rond 1500 herbouwd, met 4 niveaus, 3 bouwlagen en een schilddak. | In 1975 verbouwd tot 35 appartementen. Vanaf 2014 ontmanteling van de appartementen en restauratie in originele staat. | ja           |            |
| Born                   | Born                    | Sittard-Geleen         |                            | | restanten | nee          |            |
| Bree                   | Maasbree                | Peel en Maas           |                            | | |              |            |
| Breust                 | Breust                  | Eijsden-Margraten      |                            | | |              |            |
| Brias                  | Baexem                  | Leudal (gemeente)      | 16e eeuw/1717              | | landhuis |              |            |
| Broekhuizen            | Broekhuizen (Landgraaf) | Landgraaf              | 14 eeuw                    | | rond 1630 verdwenen |              |            |
| Broekhuizen            | Broekhuizen             | Horst aan de Maas      |                            | | restanten | nee          |            |
| Burggraaf              | Gulpen                  | Gulpen-Wittem          |                            | mottekasteel | reliëf zichtbaar |              |            |
| Burgh, De              | Heer                    | Maastricht             |                            | | verbouwd |              |            |
| Carisborg              | Heerlerheide            | Heerlen                |                            | | |              |            |
| Cartils                | Cartils                 | Gulpen-Wittem          |                            | | | nee          |            |
| Cloppenburg            | Breust                  | Eijsden-Margraten      |                            | | verdwenen |              |            |
| Cortenbach             | Voerendaal              | Voerendaal             |                            | | |              |            |
| Dael, De               | Nuth                    | Beekdaelen             |                            | | | nee          |            |
| Daelenbroeck           | Herkenbosch             | Roerdalen              |                            | | restanten | ja           |            |
| Dammerscheid           | Voerendaal              | Voerendaal             |                            | | |              |            |
| Darth                  | Lottum                  | Horst aan de Maas      |                            | | |              |            |
| De Horst               | Echt                    | Echt-Susteren          | 14e eeuw                   | | boerderij is behouden                                                                                                  |              |            |
| De Spijker             | Geijsteren              | Venray                 | 18e eeuw                   | | rijksmonument |              |            |
| De Spijker             | Leeuwen                 | Beesel                 | 16e eeuw                   | | verdwenen |              |            |
| Dijcken, Ten           | Spaubeek                | Beek                   | rond 1600                  | versterkt zeventiende-eeuws herenhuis met pachthof, rijksmonument | Herenhuis gerestaureerd, Pachthof vervallen maar geconsolideerd                                                        | nee          |            |
| Doenrade               | Oirsbeek                | Beekdaelen             |                            | | verbouwd |              |            |
| Dohm, De               | Welten                  | Heerlen                | 14e eeuw, herbouwd in 1673 | | woonhuis, kantoor |              |            |
| Donck, De              | Swolgen                 | Horst aan de Maas      |                            | | |              |            |
| Donck, De              | Sevenum                 | Horst aan de Maas      |                            | | restanten ondergronds                                                                                                  |              |            |
| Dorth, De              | Echt                    | Echt-Susteren          |                            | | verdwenen |              |            |
| Douve                  | Douvergenhout           | Beekdaelen             | 14e eeuw                   | | verdwenen |              |            |
| Douvenrade             | Heerlen                 | Heerlen                | 14e eeuw                   | | boerderij is bewaard gebleven                                                                                          |              |            |
| De Dries               | Heerlen                 | Heerlen                |                            | | hoeve 18e eeuw |              |            |
| Ehrenstein             | Kerkrade                | Kerkrade               |                            | | verbouwd |              |            |
| Eijsden                | Eijsden                 | Eijsden-Margraten      |                            | | verbouwd | nee          |            |
| Eijsden                | Eijsden                 | Eijsden-Margraten      |                            | mottekasteel | verdwenen |              |            |
| Elsloo                 | Elsloo                  | Stein                  |                            | | | nee          |            |
| Ensenbroek             | Kelpen-Oler             | Leudal                 | 16e eeuw                   | | verdwenen |              |            |
| Eperhuis/Dorpshof      | Epen                    | Gulpen-Wittem          |                            | | |              |            |
| Erenstein              | Ham (Kerkrade)          | Kerkrade (gemeente)    |                            | | |              |            |
| Etzenraderhuuske       | Etzenrade               | Beekdaelen             |                            | | |              |            |
| Exaten                 | Baexem                  | Leudal                 |                            | | verbouwd | nee          |            |
| Eijckholt              | Roosteren               | Echt-Susteren          |                            | | verbouwd | ja           |            |
| Einrade                | Holset                  | Vaals                  | 14e eeuw                   | | vóór 1800 afgebroken, hoeve bewaard gebleven                                                                           |              |            |
| Eyckholt               | Welten                  | Heerlen                |                            | | restanten | nee          |            |
| Eys                    | Eys                     | Gulpen-Wittem          |                            | mottekasteel | reliëf zichtbaar |              |            |
| Freymersen             | Sint Odiliënberg        | Roerdalen              |                            | | |              |            |
| Gastendonck            | Horst (Limburg)         | Horst aan de Maas      |                            | | nieuwe boerderij |              |            |
| Genbroek               | Geverik                 | Beek                   |                            | | |              |            |
| Gebroken Slot, Het     | Grubbenvorst            | Horst aan de Maas      |                            | | restanten | nee          |            |
| Geijsteren             | Geijsteren              | Venray                 |                            | | restanten |              |            |
| Geleenhof              | Welten                  | Heerlen                |                            | | |              |            |
| Genhoes                | Brunssum                | Brunssum               |                            | | verbouwd |              |            |
| Genhoes                | Oud-Valkenburg          | Valkenburg aan de Geul |                            | | verbouwd | nee          |            |
| Genneperhuis           | Gennep                  | Gennep                 |                            | | reliëf zichtbaar | nee          |            |
| Geudje, Het            | Ohé en Laak             | Maasgouw               |                            | | |              |            |
| Geulle                 | Geulle                  | Meerssen               |                            | | |              |            |
| Geusselt               | Amby                    | Maastricht             |                            | | |              |            |
| Ghoor                  | Nunhem                  | Leudal                 | 13e eeuw                   | | voorburcht behouden, gracht zichtbaar                                                                                  |              |            |
| Goedenraad             | Eys                     | Gulpen-Wittem          |                            | | |              |            |
| Grasbroeck             | Guttecoven              | Sittard-Geleen         |                            | | | Ja           |            |
| Groenendaal            | Pesaken                 | Gulpen-Wittem          |                            | | verbouwd |              |            |
| Groethof               | Venlo                   | Venlo                  | 14e/15e eeuw               | | |              |            |
| Gronsveld              | Gronsveld               | Eijsden-Margraten      |                            | | restanten |              |            |
| Groot Paarlo           | Paarlo                  | Roerdalen              | 13e eeuw?                  | | verdwenen |              |            |
| Grote Hegge, De        | Thorn                   | Maasgouw               |                            | | verbouwd | ja           |            |
| Gun, De                | Swolgen                 | Horst aan de Maas      |                            | | verbouwd | nee          |            |
| Haeren                 | Voerendaal              | Voerendaal             |                            | | |              |            |
| Halder, Den            | Valkenburg              | Valkenburg aan de Geul |                            | | verbouwd | nee          |            |
| Hartelstein            | Itteren                 | Maastricht             |                            | | restanten |              |            |
| Hattem                 | Roermond                | Roermond               |                            | | |              |            |
| Heel                   | Heel                    | Maasgouw               |                            | | verbouwd | nee          |            |
| Kasteel 's-Herenanstel | Kerkrade                | Kerkrade               |                            | | verbouwd |              |            |
| Heerlaer               | Boekend                 | Venlo                  | laat-15e eeuw              | | bewoond |              |            |
| Heeze                  | Slenaken                | Gulpen-Wittem          | 14e eeuw                   | | afgebroken, 19e-eeuwse hoeve is bewaard gebleven                                                                       |              |            |
| Heyen                  | Heijen                  | Gennep                 |                            | | verbouwd | nee          |            |
| Hillenraad             | Boukoul                 | Roermond               |                            | | verbouwd | nee          |            |
| Hoensbroek             | Hoensbroek              | Heerlen                |                            | | volledig intact | ja           |            |
| Hoenshuis, Het         | Voerendaal              | Voerendaal             |                            | | 19e-eeuwse boerderij                                                                                                   |              |            |
| Holstrate              | Pey                     | Echt-Susteren          | onbekend                   | | |              |            |
| Holtmühle              | Tegelen                 | Venlo                  |                            | | verbouwd |              |            |
| Huis Groenenberg       | Thorn                   | Maasgouw               |                            | | |              |            |
| Holtum                 | Holtum                  | Sittard-Geleen         |                            | | verbouwd |              |            |
| Hoosden                | Sint Odiliënberg        | Roerdalen              |                            | | |              |            |
| Horn                   | Horn                    | Leudal                 |                            | | volledig intact | nee          |            |
| Horst, Ter             | Horst                   | Horst aan de Maas      |                            | | restanten | gedeeltelijk |            |
| Houweert, De           | Maastricht              | Maastricht             |                            | | |              |            |
| Hove, Ten              | Grathem                 | Leudal                 |                            | | | nee          |            |
| Hove, Ten              | Panningen               | Peel en Maas           | onbekend                   | | afgebroken in de 19e eeuw, boerderij nog aanwezig                                                                      |              |            |
| Jansgeleen             | Spaubeek                | Beek                   |                            | | verbouwd | ja           |            |
| Jerusalem              | Limmel                  | Maastricht             |                            | | | nee          |            |
| Kaldenbroek            | Lottum                  | Horst aan de Maas      |                            | | | nee          |            |
| Den Kamp               | Arcen                   | Venlo                  |                            | | verdwenen |              |            |
| Karsfeld               | Billinghuizen           | Gulpen-Wittem          |                            | | |              |            |
| Keverberg              | Kessel                  | Peel en Maas           |                            | | restanten | ja           |            |
| Klein Paarlo           | Paarlo                  | Roerdalen              | vóór 1625                  | | bijgebouwen zijn bewaard gebleven                                                                                      |              |            |
| Klimmender Huuske      | Retersbeek              | Voerendaal             |                            | | |              |            |
| Koppelberg             | Dieteren                | Echt-Susteren          |                            | | |              |            |
| Laar                   | Laar (Beekdaelen)       | Beekdaelen             |                            | | |              |            |
| Lemiers                | Lemiers                 | Vaals                  |                            | | |              |            |
| Libeek                 | Sint Geertruid          | Eijsden-Margraten      |                            | | verbouwd | nee          |            |
| Lichtenberg            | Maastricht              | Maastricht             |                            | | restanten | ja           |            |
| Limbricht              | Limbricht               | Sittard-Geleen         |                            | | verbouwd | ja           |            |
| Lonesteyn              | Gennep                  | Gennep                 | 1400                       | | 1413 afgebroken, toren tot 1845 in gebruik als molen                                                                   |              |            |
| Lovendael              | 't Ven                  | Venlo                  | 18e eeuw                   | landgoed | bewoond |              |            |
| Louwberg               | Maastricht              | Maastricht             |                            | | |              |            |
| Mazenburg              | Heijen                  | Gennep (gemeente)      | 14e eeuw                   | | verdwenen |              |            |
| Meerlo                 | Meerlo                  | Horst aan de Maas      |                            | | |              |            |
| Meerssenhoven          | Itteren                 | Maastricht             |                            | | |              |            |
| Meezenbroeck           | Heerlen                 | Heerlen                |                            | | |              |            |
| Mheer                  | Mheer                   | Eijsden-Margraten      |                            | | verbouwd |              |            |
| Middelaar              | Middelaar               | Mook en Middelaar      |                            | | | nee          |            |
| Millen                 | Nieuwstadt              | Echt-Susteren          |                            | | restanten | nee          |            |
| Montfort               | Montfort                | Roerdalen              |                            | | restanten | op verzoek   |            |
| Movert                 | Bingelrade              | Beekdaelen             | vóór 1268                  | | verdwenen |              |            |
| Mulrode                | Schinnen                | Beekdaelen             |                            | | |              |            |
| Munt, De               | Tegelen                 | Venlo                  |                            | | |              |            |
| Neckum                 | Maastricht              | Maastricht             |                            | | |              |            |
| Nederhoven             | Beegden                 | Maasgouw               |                            | | | nee          |            |
| Neercanne              | Maastricht              | Maastricht             |                            | | verbouwd |              |            |
| Neubourg               | Gulpen                  | Gulpen-Wittem          |                            | | verbouwd |              |            |
| Nienghoor              | Nunhem                  | Leudal                 | 13e eeuw                   | | voorburcht en deel van de gracht behouden                                                                              |              |            |
| Nierhoven              | Nuth                    | Beekdaelen             |                            | | |              |            |
| Nieuw Erenstein        | Kerkrade                | Kerkrade               |                            | | |              |            |
| Nieuwenbroeck          | Beesel                  | Beesel                 |                            | | verbouwd | nee          |            |
| Nije Huys              | Arcen                   | Venlo                  |                            | | verdwenen |              |            |
| Nijeborg               | Weert                   | Weert                  |                            | | restanten | nee          |            |
| Nijswiller             | Nijswiller              | Gulpen-Wittem          |                            | | verbouwd | nee          |            |
| Nijthuysen             | Wijnandsrade            | Beekdaelen             |                            | | verdwenen |              |            |
| Nunhem                 | Nunhem                  | Leudal                 |                            | | verbouwd | nee          |            |
| Obbendorf              | Schimmert               | Beekdaelen             |                            | | verbouwd |              |            |
| Obbicht                | Obbicht                 | Sittard-Geleen         |                            | | |              |            |
| Oberhausen             | Bocholtz                | Simpelveld             |                            | | |              |            |
| Oedenrade              | Vlodrop                 | Roerdalen              |                            | | verdwenen |              |            |
| Ooien                  | Kessel                  | Peel en Maas           |                            | | | nee          |            |
| Ooijen                 | Broekhuizenvorst        | Horst aan de Maas      |                            | | |              |            |
| Oost                   | Valkenburg              | Valkenburg aan de Geul |                            | | |              |            |
| Oost                   | Oost-Maarland           | Eijsden-Margraten      |                            | | verbouwd | nee          |            |
| Osen                   | Heel                    | Maasgouw               |                            | | restanten |              |            |
| Ouborch, De            | Swalmen                 | Roermond               |                            | | restanten | ja           |            |
| Oud Buggenum           | Grathem                 | Leudal                 |                            | | verbouwd |              |            |
| Oudenborg              | Merum                   | Roermond               |                            | | restanten |              |            |
| Overbunde              | Bunde                   | Meerssen               |                            | | |              |            |
| Overen                 | Sint Odiliënberg        | Roerdalen              |                            | | verdwenen, met herenhuis en boerderij als opvolgers                                                                    |              |            |
| Passarts-Nieuwenhagen  | Heerlerheide            | Heerlen                |                            | | verbouwd |              |            |
| Prickenis              | Ten Esschen             | Heerlen                | 14e eeuw                   | | verbouwd |              |            |
| Prinsenhof             | Venlo                   | Venlo                  |                            | 1250 | verdwenen |              |            |
| Puth                   | Voerendaal              | Voerendaal             |                            | | |              |            |
| Putting, De            | Hout                    | Peel en Maas           |                            | | restanten ondergronds                                                                                                  |              |            |
| Raath                  | Bingelrade              | Beekdaelen             |                            | | |              |            |
| Raay, De               | Baarlo                  | Peel en Maas           |                            | | verbouwd | nee          |            |
| Ravenhof               | Amby                    | Maastricht             | 15e eeuw                   | | |              |            |
| Ravensberg             | Linne                   | Maasgouw               |                            | | |              |            |
| Reijmersbeek           | Nuth                    | Beekdaelen             |                            | | | nee          |            |
| Rennenberg             | Heerlen                 | Heerlen                |                            | | |              |            |
| Rijckholt              | Rijckholt               | Eijsden-Margraten      |                            | | verbouwd |              |            |
| Rivieren               | Klimmen                 | Voerendaal             |                            | | | ja           |            |
| Rodenbroek             | Heerlen                 | Heerlen                | 14e eeuw                   | | 1918 afgebroken |              |            |
| Rosendaal              | Pesaken                 | Gulpen-Wittem          | 14e eeuw?                  | | verdwenen |              |            |
| Schaesberg             | Schaesberg              | Landgraaf              |                            | | restanten | ja           |            |
| Schaloen               | Oud-Valkenburg          | Valkenburg aan de Geul |                            | | verbouwd | nee          |            |
| Scharen, Te            | Maastricht              | Maastricht             | 12e eeuw                   | | voortgezet als Het Goedje                                                                                              |              |            |
| Schelmentoren          | Heerlen                 | Heerlen                |                            | | restanten |              |            |
| Schenkenburg           | Sevenum                 | Horst aan de Maas      |                            | | |              |            |
| Scheres                | Baarlo                  | Peel en Maas           |                            | | | nee          |            |
| Scheyffartshuis        | Bemelen                 | Eijsden-Margraten      |                            | | |              |            |
| Schinvelderhuuske      | Schinveld               | Beekdaelen             |                            | | verbouwd |              |            |
| Schöndelen             | Roermond                | Roermond               |                            | | | nee          |            |
| Schoneborg             | Belfeld                 | Venlo                  |                            | 1777 | verdwenen |              |            |
| Severen                | Amby                    | Maastricht             |                            | | |              |            |
| Sibberhuuske           | Sibbe                   | Valkenburg aan de Geul |                            | | |              |            |
| Sint Gerlach           | Houthem                 | Valkenburg aan de Geul |                            | | | ja           |            |
| Slotje, Het            | Stein                   | Stein                  |                            | | restanten |              |            |
| Spraland               | Oostrum                 | Venlo                  |                            | | verwijzingen in het landschap                                                                                          |              |            |
| Spyker                 | Lomm                    | Venlo                  |                            | 1628 | |              |            |
| Stalberg               | Venlo                   | Venlo                  | 1389                       | | gerenoveerd |              |            |
| Stalberg               | Wellerlooi              | Bergen]                | 14e eeuw (?)               | | restanten ondergronds                                                                                                  |              |            |
| Steeg, De              | Broekeind               | Horst aan de Maas      |                            | | verbouwd | nee          |            |
| Steinhagen             | Sevenum                 | Horst aan de Maas      |                            | | |              |            |
| Stein                  | Stein                   | Stein                  |                            | | restanten | op verzoek   |            |
| Stenen Huis, Het       | Vlodrop                 | Roerdalen              |                            | | |              |            |
| Stenen Huis, Het       | Sint Geertruid          | Eijsden-Margraten      | 15e eeuw                   | | | nee          |            |
| Stevensweert           | Stevensweert            | Maasgouw               |                            | | restanten |              |            |
| Strijthagen            | Schaesberg              | Landgraaf              |                            | | |              |            |
| Strijthagen te Welten  | Welten                  | Heerlen                | 16e eeuw                   | | landhuis |              |            |
| Strucht                | Strucht                 | Valkenburg aan de Geul |                            | | |              |            |
| Struyver               | Ten Esschen             | Heerlen                |                            | mottekasteel | reliëf zichtbaar |              |            |
| Tegelarije, De         | Maasniel                | Roermond               |                            | | | nee          |            |
| Terborgh               | Schinnen                | Beekdaelen             |                            | | gracht zichtbaar | ja           |            |
| Terlinden              | Wijnandsrade            | Beekdaelen             | 14e eeuw                   | | kasteelhoeve is bewaard gebleven                                                                                       |              |            |
| Terveurdt              | Hoensbroek              | Heerlen                | vóór 1388                  | | verdwenen in de 18e eeuw                                                                                               |              |            |
| Terworm                | Welten                  | Heerlen                |                            | | | nee          |            |
| Thombe, De             | Maastricht              | Maastricht             |                            | | reliëf zichtbaar |              |            |
| Thooren, De            | Maasniel                | Roermond               |                            | | verbouwd | nee          |            |
| Torentjes, De          | Sint Pieter             | Maastricht             |                            | | |              |            |
| Triest                 | Vlodrop                 | Roerdalen              | 14e eeuw                   | | verdwenen |              |            |
| Trippaert              | Thorn                   | Maasgouw               | 15e eeuw                   | blokhuis | verdwenen |              |            |
| Vaelsbroek             | Vaals                   | Vaals                  |                            | | |              |            |
| Vaeshartelt            | Rothem                  | Meerssen               |                            | | |              |            |
| Valkenburg             | Valkenburg              | Valkenburg aan de Geul |                            | | restanten | ja           |            |
| Verduynen              | Echt                    | Echt-Susteren          |                            | | | nee          |            |
| Vliek                  | Ulestraten              | Meerssen               |                            | | |              |            |
| Vroenhof               | Houthem                 | Valkenburg aan de Geul |                            | | |              |            |
| Vroenhof, De           | Neerbeek                | Beek                   | vermoedelijk 12e eeuw      | | restanten | nee          |            |
| Vrijburg               | Venlo                   | Venlo                  | burcht                     | 96 | verdwenen |              |            |
| Walburg                | Ohé en Laak             | Maasgouw               |                            | | reliëf zichtbaar |              |            |
| Wambach                | Tegelen                 | Venlo                  | jachtslot                  | | verdwenen |              |            |
| Warenberg              | Haelen                  | Leudal                 |                            | | verdwenen | nee          |            |
| Waterloo               | Beesel                  | Beesel                 |                            | | |              |            |
| Watersley              | Sittard                 | Sittard-Geleen         |                            | | |              |            |
| Well                   | Well                    | Bergen                 |                            | | volledig intact | nee          |            |
| Westering              | Maasbree                | Peel en Maas           |                            | | |              |            |
| Weyer,Ter              | Heerlerheide            | Heerlen                | 12e eeuw                   | | alleen een vijver is behouden                                                                                          |              |            |
| Weyershof              | Merkelbeek              | Beekdaelen             |                            | | |              |            |
| Wijlre                 | Wijlre                  | Gulpen-Wittem          |                            | | | nee          |            |
| Wijnandsrade           | Wijnandsrade            | Beekdaelen             |                            | | verbouwd | op verzoek   |            |
| Wijnandsrade           | Wijnandsrade            | Beekdaelen             |                            | mottekasteel | reliëf zichtbaar |              |            |
| Wijnantshof            | Houthem                 | Valkenburg aan de Geul | 16e eeuw                   | landhuis | behouden |              |            |
| Wissegracht            | Hulsberg                | Beekdaelen             |                            | | |              |            |
| Witham                 | Nieuwstadt              | Echt-Susteren          |                            | | |              |            |
| Wittem                 | Wittem                  | Gulpen-Wittem          |                            | | verbouwd | nee          |            |
| Wolfhuis               | Bemelen                 | Eijsden-Margraten      |                            | | verdwenen |              |            |
| Wolfrath               | Holtum                  | Sittard-Geleen         |                            | | verbouwd | nee          |            |
| Wylre                  | Venlo                   | Venlo                  | 14e eeuw                   | | verdwenen |              |            |
| Zuidewijk              | Boukoul                 | Roermond               |                            | | | nee          |            |

Drenthe ·
Flevoland ·
Friesland ·
Gelderland ·
Groningen ·
Limburg ·
Noord-Brabant ·
Noord-Holland ·
Overijssel ·
Utrecht ·
Zeeland ·
Zuid-Holland